# Animal Boy
Animal Boy è il nono album del gruppo punk Ramones ed è stato pubblicato nel maggio 1986.
Contiene le canzoni My Brain Is Hanging Upside Down (Bonzo Goes to Bitburg) scritta da Dee Dee Ramone, Jean Beauvoir e Joey Ramone come protesta alla visita di Ronald Reagan al cimitero di Bitburg nell'ovest della Germania, Somebody Put Something in My Drink scritta da Richie Ramone che riguarda un fatto spiacevole che l'ha coinvolto nei primi anni della sua presenza nella band e Love Kills scritta da Dee Dee Ramone che racconta la storia d'amore fra Nancy Spungen e Sid Vicious.

## Tracce
1. Somebody Put Something in My Drink – 3:23 (Richie Ramone)
2. Animal Boy – 1:50 (Dee Dee Ramone, Johnny Ramone)
3. Love Kills – 2:19 (Dee Dee Ramone)
4. Apeman Hop – 2:02 (Dee Dee Ramone)
5. She Belongs to Me – 3:54 (Dee Dee Ramone, Jean Beauvoir)
6. Crummy Stuff – 2:06 (Dee Dee Ramone)
7. My Brain Is Hanging Upside Down (Bonzo Goes to Bitburg) – 3:55 (Dee Dee Ramone, Jean Beauvoir, Joey Ramone)
8. Mental Hell – 2:38 (Joey Ramone)
9. Eat That Rat – 1:37 (Dee Dee Ramone, Johnny Ramone)
10. Freak of Nature – 1:32 (Dee Dee Ramone, Johnny Ramone)
11. Hair of the Dog – 2:19 (Joey Ramone)
12. Something to Believe In – 4:09 (Dee Dee Ramone, Jean Beauvoir)

## Formazione
- Joey Ramone - voce
- Johnny Ramone - chitarra
- Dee Dee Ramone - basso e voce d'accompagnamento, voce in Love Kills e Eat That Rat
- Richie Ramone - batteria e voce d'accompagnamento